# Thevenetimyia californica
Thevenetimyia californica är en tvåvingeart som beskrevs av Jacques-Marie-Frangile Bigot 1875. Thevenetimyia californica ingår i släktet Thevenetimyia och familjen svävflugor. Inga underarter finns listade i Catalogue of Life.